# Florian Scheuba

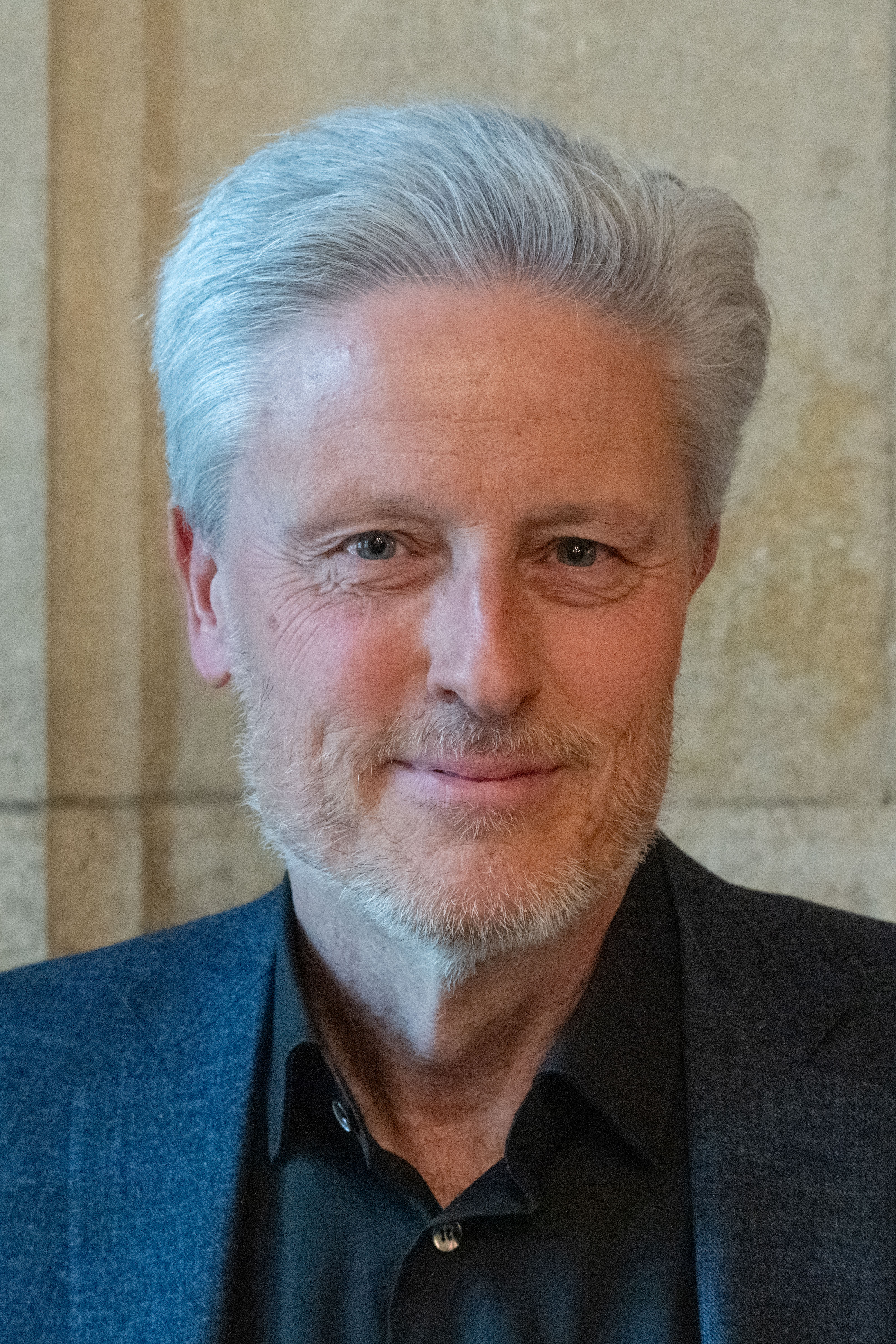
Florian Scheuba (2025)

Florian Scheuba (* 5. April 1965 in Wien) ist ein österreichischer Schauspieler, Kabarettist, Buchautor, Kolumnist und Moderator.

## Leben
Nach der Volksschule in Perchtoldsdorf maturierte Scheuba im Bundesgymnasium und Bundesrealgymnasium Keimgasse in Mödling.
Im Jahr 1981 gründete er zusammen mit seinen Schulkollegen Mini Bydlinski, Wolfgang Pissecker und Werner Sobotka „Die Hektiker“, in den folgenden Jahren eine der erfolgreichsten Kabarett-Gruppen Österreichs. Nach der Matura (mit gutem Erfolg) nahm er bei Herwig Seeböck Schauspielunterricht.
Scheuba verfasste Texte für Kabarettistenkollegen wie Thomas Maurer, Erwin Steinhauer und Gerhard Bronner, sowie gemeinsame Drehbücher mit Paul Harather und Rupert Henning.
Ab Jänner 2004 wirkte Scheuba gemeinsam mit Alfred Dorfer als Autor und Protagonist der Satiresendung Dorfers Donnerstalk im ORF, die er jedoch wegen Differenzen im Oktober 2005 verließ. Ab Anfang 2007 spielt er zusammen mit Rupert Henning, Thomas Maurer und Erwin Steinhauer in der satirischen Fernsehserie Die 4 da und ist Mitautor der Drehbücher.
Von 2011 bis 2018 war Scheuba mit Robert Palfrader und Thomas Maurer einer der drei Staatskünstler in der Satiresendereihe Wir Staatskünstler im ORF (ausgelaufen) sowie gleichnamig auf der Bühne u. a. im Wiener Rabenhof Theater. Anders als im Fernsehen treten die Staatskünstler auf der Bühne noch regelmäßig auf.
Im Dezember 2014 feierte sein erstes Soloprogramm Bilanz mit Frisur im Rabenhof Theater Premiere. 2018 folgte sein zweites Soloprogramm Folgen Sie mir auffällig.
Scheuba betreibt seit 2011 eine Kolumne in Der Standard, in welcher er zu aktuellen gesellschaftspolitischen Themen Journalismus und Satire verbindet. Am 23. September 2021 schrieb er in dieser Kolumne, dass ein hoher Polizeibeamter nach Hinweisen auf belastendes Material zu Heinz-Christian Strache untätig blieb ("Arbeitsverweigerung") und zog den Schluss, dass deshalb das Ibiza-Video entstanden ist. Der Polizist verklagte Scheuba dafür. Das Verfahren wird mittlerweile in zweiter Instanz geführt.
Seit 2021 betreibt er einen FALTER-Podcast, bei dem er Gespräche mit Persönlichkeiten aus Politik, Kultur und den Medien  führt.
Florian Scheuba ist verheiratet und Vater von drei Kindern.

## Auszeichnungen
- 1996: Goldene Rose von Montreux – „Bester deutschsprachiger Beitrag“ für Die kranken Schwestern
- 1997: Romy – „Spezialpreis der Jury“ für Die kranken Schwestern
- 1998: New York Television Festival-Award
- 2001: Deutscher Kleinkunstpreis für Zwei echte Österreicher
- 2004: Österreichischer Kleinkunstpreis für das Stück Freundschaft
- 2004: Goldene Romy – „Beste Programmidee des Jahres“ für Dorfers Donnerstalk
- 2008: Romy – „Bestes Buch“ für Die 4 da
- 2015: Österreichischer Kabarettpreis – Hauptpreis für „Bilanz mit Frisur“[10]
- 2020: Salzburger Stier[11]

## Publikationen
- 2018: Schrödingers Ente: Warum eine Lüge keine Meinung ist, Brandstätter Verlag, Wien 2018, ISBN 978-3-7106-0331-0.
- 2022: Wenn das in die Hose geht, sind wir hin: Chats, Macht und Korruption. Eine Spurensuche, Paul-Zsolnay-Verlag, Wien 2022, ISBN 978-3-552-07316-6.

## Filmografie (Auswahl)
- 2022: Taktik